# Marvel Unlimited

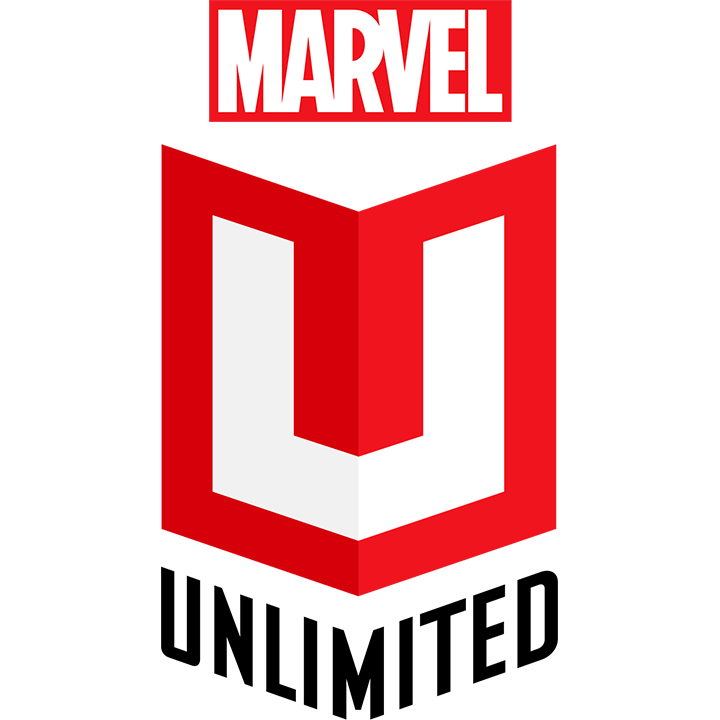
Logotipo da Marvel Unlimited.

Marvel Unlimited, antes chamado de Marvel Digital Comics Unlimited, é um serviço online provido pela Marvel Comics que distribui antigas e atuais edições de seus quadrinhos pela Internet. Foi lançado em 13 de Novembro de 2007. Atualmente o serviço possui cerca de 2500 edições disponíveis para download e segundo a Marvel serão ainda adicionados 20 títulos por semana .
Além dos planos da Marvel de adicionar 20 edições ao site a cada semana, a Marvel somente irá colocar as novas edições após seis meses da sua impressão de lançamento.
O serviço conta com duas opções de pagamento, que dá aos usuários total acesso ao arquivo. Usuários podem escolher a assinatura anual por US$ 4,99 ao mês (cobrado em um só montante de US$ 59,88) ou US$9.99 por um único mês. Usuários não-pagantes podem navegar por todo o arquivo, contudo só podem visualizar as primeiras páginas de cada revista.
A editoria de revistas em quadrinhos rival, a DC Comics já possui diversos métodos para distribuição digital de algumas de suas edições, mas nenhuma é ampla como o serviço da Marvel Unlimited.